# Formica emeryi
Formica emeryi är en myrart som beskrevs av Wheeler 1913. Formica emeryi ingår i släktet Formica och familjen myror. Inga underarter finns listade i Catalogue of Life.

## Bildgalleri

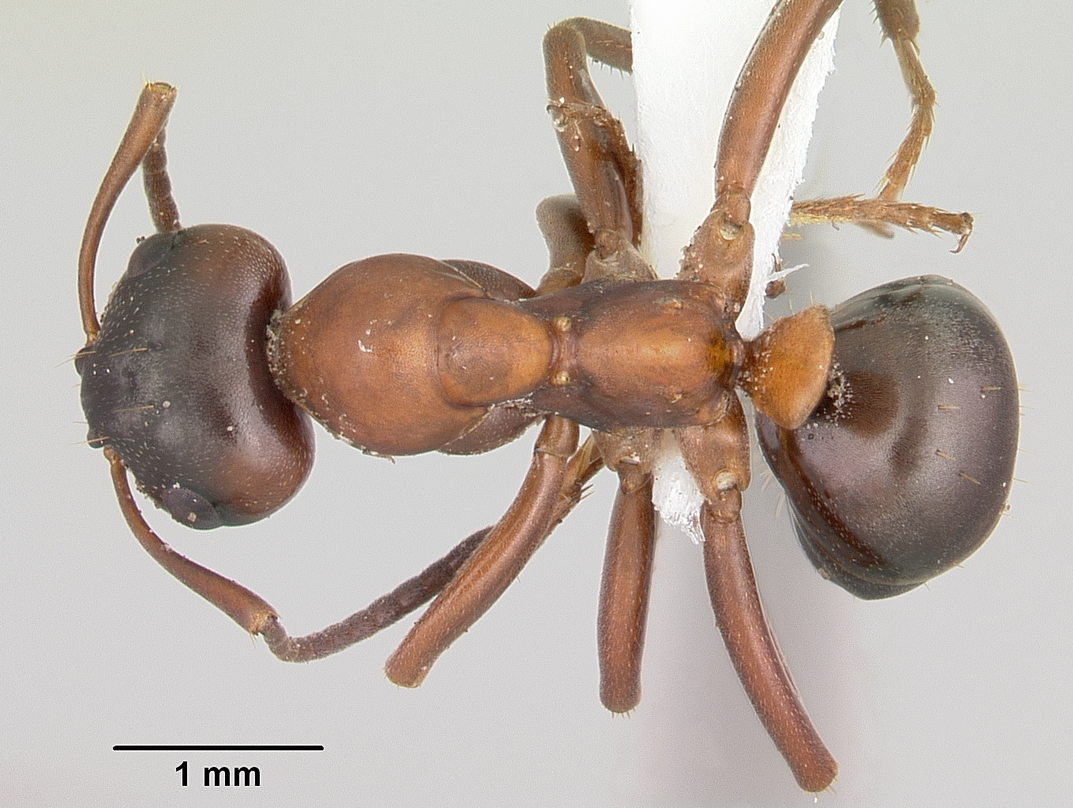
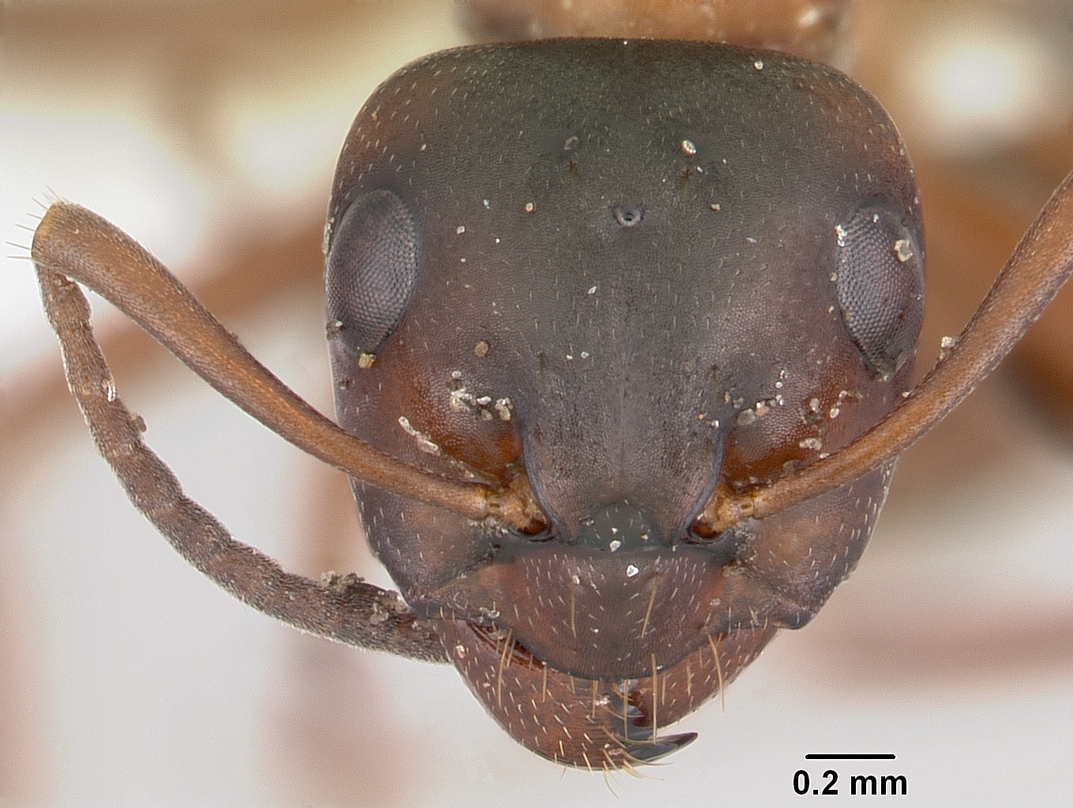
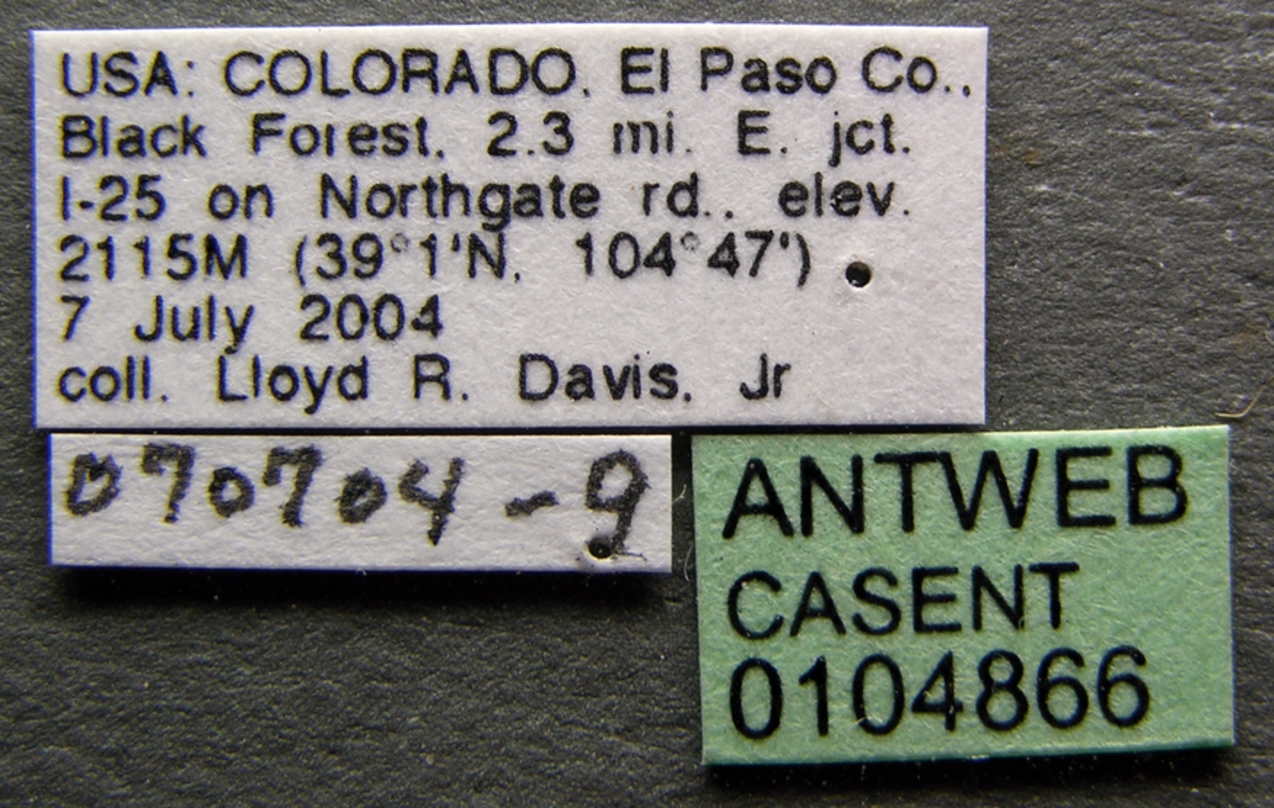
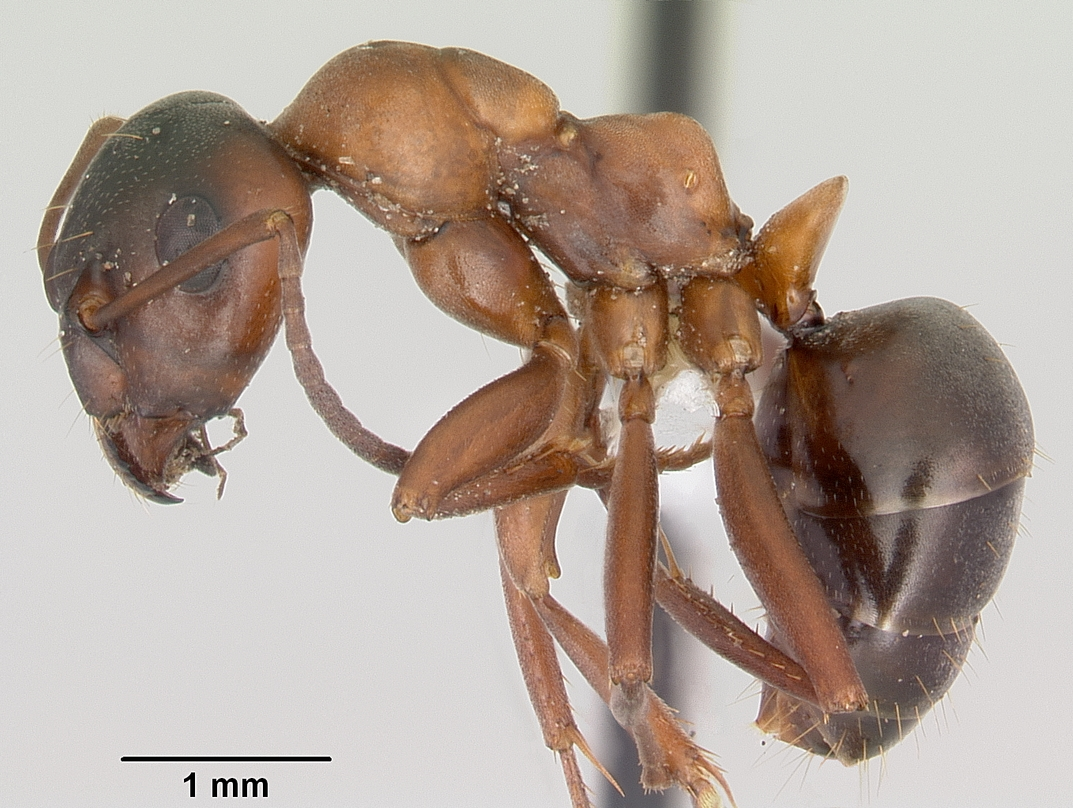
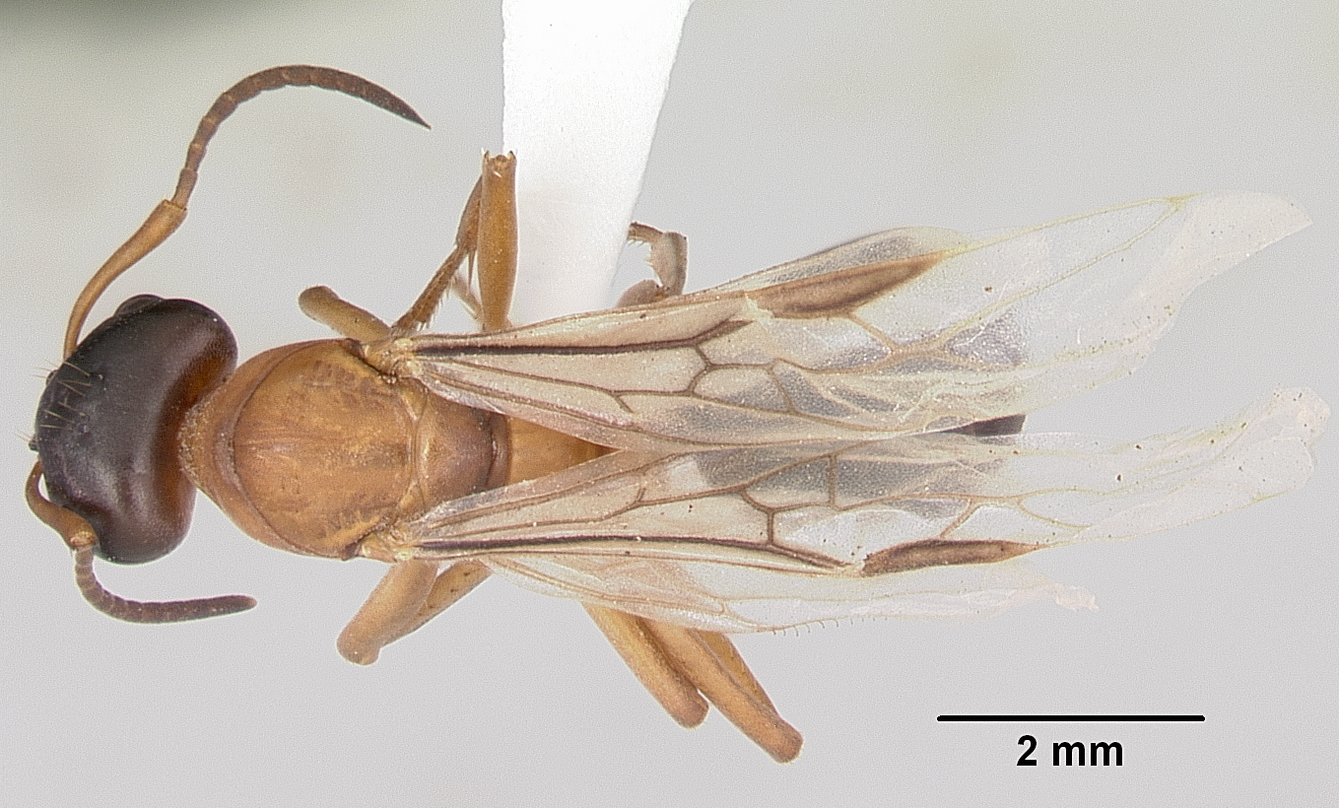
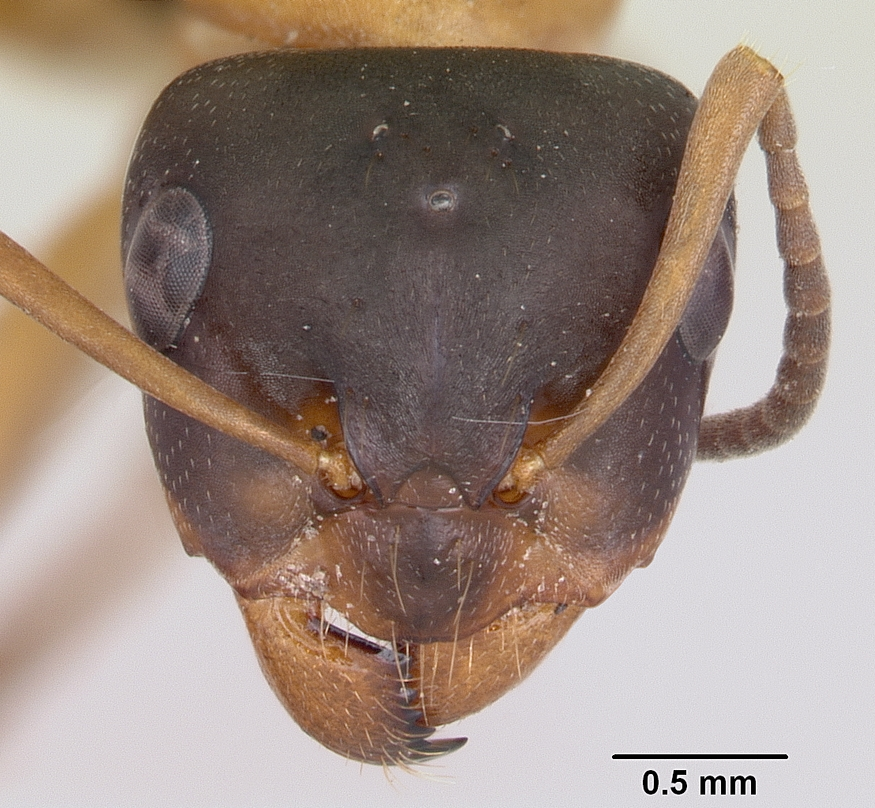